# Hameln (альбом)
Hameln (с нем. — «Гамельн») — второй акустический альбом немецкой фолк-метал группы In Extremo, полностью состоящий из средневековых народных мотивов.

## История создания
В феврале 1998 года In Extremo, набирая популярность на средневековых ярмарках в качестве двойного проекта (средневековая и рок-группа), решили отправиться в студию и записать второй акустический альбом, наподобие предшествующего Die Goldene. В этот раз альбом вышел чисто акустическим, не включающим в себя ни единой рок-композиции. Кроме того, треков с вокалом практически нет, за исключением, разве что, «Two Sostra». Летом 1997 года группа рассталась со своим волынщиком, Сеном Пустербальгом, и новый альбом записывали уже в составе с Yellow Pfeiffer, который до сих пор играет в группе. Кроме того, на момент записи Hameln In Extremo уже были знакомы с представителями компании Vielklang, однако контракт ещё не был подписан, потому диск пришлось записывать, как и в прошлый раз, самим.
Название альбома, как и одноименная композиция с него, отсылают к немецкому городу Гамельн, а также знаменитой легенде о Гамельнском крысолове, который избавил город от полчищ крыс, однако, не получив от скупого бургомистра обещанной оплаты, под покровом ночи увел из города всех детей, после чего их никто никогда не видел. Что весьма характерно, обложку украшает фотография мертвой крысы, которая была найдена в подвале одного из берлинских домов.
Как и Die Goldene, Hameln в 2006 году был перезаписан и издан в новом формате, с улучшенным звуком, другой обложкой и двумя бонус-треками.

Обложка альбома Hameln переиздания 2006 года.

## Композиции
| №   | Название                                         | Длительность |
| --- | ------------------------------------------------ | ------------ |
| 1.  | «Reth I»                                         | 1:29         |
| 2.  | «Quant Je Suis Mis Au Retour»                    | 2:51         |
| 3.  | «Stella Splendens»                               | 3:52         |
| 4.  | «Vor vollen Schüsseln»                           | 3:38         |
| 5.  | «Traubentritt»                                   | 3:56         |
| 6.  | «Two Søstra/Harpa»                               | 2:42         |
| 7.  | «Reth II»                                        | 0:36         |
| 8.  | «Estampie»                                       | 1:42         |
| 9.  | «Dödet»                                          | 3:26         |
| 10. | «Französisch»                                    | 2:26         |
| 11. | «Reth - Tierliebe»                               | 1:43         |
| 12. | «Wie kann ich das Herz meiner Liebster gewinnen» | 2:18         |
| 13. | «Hameln»                                         | 5:05         |
| 14. | «Merseburger Zaubersprüche»                      | 2:16         |
| 15. | «Lyte»                                           | 4:51         |
| 16. | «Bonus für Insider»                              | 0:48         |
| 17. | «Sinc ein gulden Hahn (Bonus 2006)»              | 1:36         |
| 18. | «Ei Ri Sasun (Bonus 2006)»                       | 2:11         |

- «Reth I», «Reth II», «Reth III» — не являются музыкой, скорее, небольшие забавные истории от Das letzte Einhorn.
- «Stella Splendens» — старинная многоголосая средневековая мелодия.
- «Vor vollen Schüsseln» — баллада Франсуа Вийона, впоследствии вышла в абсолютно новом варианте на Weckt die Toten.
- «Two Søstra/Harpa» — средневековая скандинавская баллада, впоследствии была переиздана на Weckt die Toten.
- «Estampie» — старофранцузский танец XII века.
- «Dödet» — народная песня XII века.
- «Wie kann ich das Herz meiner Liebsten gewinnen?» — английский танец X века.
- «Hameln» — бретонская народная, впоследствии её часть была использована в качестве интро к песне «Der Rattenfänger» с альбома Sünder ohne Zügel.
- «Merseburger Zaubersprüche» — старогерманское заклинание, впоследствии появилась в совершенно новой версии с вокалом на альбоме Verehrt und Angespien.
- «Bonus für Insider» — коротенькая композиция, название которой можно перевести как «Бонус „для своих“», вследствие чего можно предположить, что она имеет какой-то тайный смысл. Композиции «Sinc ein gulden Hahn» и «Ei Ri Sasun» впервые появились только на переиздании 2006 года, ранее нигде не публиковались.

## Дополнительная информация
- Композиция Quant Je Suis Mis Au Retour также вышла на предыдущем альбоме, Die Goldene, однако звучание и продолжительность несколько различаются.
- На обложке версии 2006 года изображена стая крыс, что также намекает на легенду о крысолове.

## Состав записи
- Михаэль Райн — вокал, цистра, барабан
- Dr. Pymonte — волынка, дудочка, семплер
- Yellow Pfeiffer — волынка, дудочка
- Flex der Biegsame — волынка, бомбарда
- Kay Lutter — трумшайт, клангбаум
- Der Morgenstern — ударные, литавры, клангбаум